# Perikope Henrika II.
Perikope Henrika II. (München, Bavarska državna knjižnica, Clm 4452) so razkošen srednjeveški iluminirani rokopis, napisan za Henrika II. Svetega, zadnjega otonskega cesarja Svetega rimskega cesarstva. Bogato iluminiran rokopis iz obdobja od ok. 1002 do 1012 je izdelek Liutharjevega kroga iluminatorjev, ki so delovali v Reichenauskem samostanu, katerega umetniška delavnica je veljala za največjo in najvplivnejšo evropsko delavnico poznega 10. in zgodnjega 11. stoletja. Perikope (odlomek iz Svetega pisma, ki se bere pri maši) vsebujejo odlomke iz evangelijev, ki so se brali skozi liturgično leto. Mere so 425 x 320 mm in imajo 206 pergamentnih listov.